# Elecciones legislativas de Bulgaria de 2014
Las elecciones legislativas se celebraron en Bulgaria el 5 de octubre de 2014 para elegir a la 43.ª Asamblea Nacional. El GERB siguió siendo el partido más grande, con 84 de los 240 escaños y alrededor de un tercio de votos. Ocho partidos lograron ganar escaños, la primera vez desde 1990 que siete partidos entraron al parlamento. Ningún partido ganó la mayoría absoluta, reforzando así el estancamiento político. Ciudadanos por el Desarrollo Europeo de Bulgaria (GERB), el principal partido de oposición liderado por el ex primer ministro Boyko Borisov (2009-2013), siguió siendo la fuerza parlamentaria más grande. Los dos partidos que formaron parte del gobierno saliente - la Coalición 'Partido Socialista Búlgaro y Bulgaria de Izquierda' (BSP-LBC) y el Movimiento por los Derechos y Libertades (DPS) - obtuvieron un total de 77 escaños. Los escaños restantes se repartieron en otros cinco partidos y coaliciones.
Las elecciones de 2014, celebradas solo 18 meses después de las elecciones anteriores, fueron provocadas por el colapso del gobierno liderado por Plamen Oresharski (BSP) en julio. El DPS convocó elecciones anticipadas luego de los malos resultados del BSP en las elecciones del Parlamento Europeo en mayo. El primer ministro Oresharski renunció y anunció que abandonaría la política. El presidente Rosen Plevneliev disolvió el parlamento en agosto y encargó a Georgi Bliznashki (independiente) liderar un gobierno interino.
Durante la campaña electoral, el líder del GERB, Borisov, argumentó que no sería posible formar un gobierno estable sin su partido. El presidente Plevneliev (GERB) instó a los ciudadanos a unirse para garantizar la estabilidad, el crecimiento económico y el bienestar a largo plazo del país. El GERB agregó que Bulgaria debería obtener un préstamo de 5 o 6 mil millones de levas del FMI luego de una crisis bancaria en junio, provocada por la quiebra de los dos principales bancos del país. El líder de BSP, Mihail Mikov, prometió brindar más paz y estabilidad a los ciudadanos, prometiendo la reanudación del trabajo en South Stream (el proyecto de gasoducto dirigido por Rusia) y el proyecto de la central nuclear de Belene. El DPS (que representa a las minorías, principalmente turca) liderado por Lyutvi Mestan, argumentó que los intereses de más de medio millón de votantes deberían reflejarse en el nuevo gobierno. Boyko Borisov se convirtió en primer ministro como jefe de una coalición con el Bloque Reformista y con el apoyo externo del Frente Patriótico y la Alternativa para el Renacimiento Búlgaro.

## Antecedentes
Después de las elecciones de 2013, la distribución de escaños fue tal que el nuevo gobierno de coalición, compuesto por el Partido Socialista Búlgaro (BSP) y el Movimiento por los Derechos y Libertades (DPS) y dirigido por Plamen Oresharski, tenía solo la mitad de los escaños en el Parlamento, y por lo tanto, las perspectivas de celebrar elecciones anticipadas fueron significativas. Además, el gabinete de Oresharski se enfrentó a una serie de protestas a partir del 14 de junio de 2013, en respuesta a la elección de Delyan Peevski como jefe de la agencia búlgara de seguridad estatal DANS (Agencia Estatal de Seguridad Nacional).
Tras el revés sufrido por el BSP en las elecciones al Parlamento Europeo, que recogió el 18,94% del voto popular (en comparación con el 26,6% en 2013), los partidos de la oposición convocaron a elecciones legislativas anticipadas.    El líder del DPS expresó su deseo de que el gobierno renuncie para que se puedan programar elecciones anticipadas para fines de 2014 o mediados de 2015.
El 10 de junio de 2014, el líder del Partido Socialista Búlgaro, Sergei Stanishev, exigió la renuncia del gobierno: 'No podemos responsabilizarnos de la existencia y las acciones de este gobierno solo por nosotros mismos'. Tras un acuerdo de los tres Los partidos más grandes (GERB, BSP y DPS) que celebrarán elecciones parlamentarias anticipadas para el 5 de octubre de 2014, el gabinete debía dimitir a fines de julio.
El miércoles 23 de julio, el gobierno de Oresharski presentó su renuncia. Al día siguiente, el parlamento votó 180-8 (8 se abstuvieron y 44 estaban ausentes) para aceptar la renuncia del gobierno. Después de que cada partido se negara a intentar formar un nuevo gobierno, el 6 de agosto asumió el cargo un gobierno interino liderado por Georgi Bliznashki y la 42.ª Asamblea Nacional se disolvió con una fecha de elección fijada para el 5 de octubre. 

## Campaña
La campaña oficial comenzó el 5 de septiembre y terminó el 3 de octubre. Fue seguido por un período de silencio los días 4 y 5 de octubre. Los partidos políticos cancelaron sus eventos de campaña el 3 de octubre, ya que era un día nacional de luto, luego de una trágica explosión en una fábrica. El período de silencio fue interrumpido por la publicación de una entrevista en el sitio web de la Presidencia el 4 de octubre.
Las elecciones se llevaron a cabo en un ambiente tranquilo y se respetaron las libertades fundamentales de reunión, asociación y expresión. Los concursantes hicieron campaña principalmente a través de eventos cara a cara, folletos, vallas publicitarias, medios de comunicación y redes sociales. Sus mensajes se centraron en la economía, la infraestructura pública, el sector energético, la salud, la pobreza y el desempleo. Sin embargo, la campaña generalmente careció de sustancia, fue discreta y tuvo lugar en un clima de decepción y desconfianza en la política y los partidos políticos.
Se observaron instancias de incumplimiento de las normas de la campaña. Algunos partidos políticos hicieron campaña en locales municipales o estatales, incluidos jardines de infancia y escuelas. Las autoridades deben emitir directrices claras y exhaustivas sobre el uso del espacio público y privado con fines de campaña para garantizar la igualdad de oportunidades y el acceso suficiente para todos los participantes electorales.

## Encuestas

### Período de campaña
| Período electoral                                            | Período electoral   | Período electoral | Período electoral | Período electoral | Período electoral | Período electoral | Período electoral | Período electoral | Período electoral | Período electoral |
| Encuestadora                                                 | Fecha               | GERB              | BSP               | DPS               | ATAKA             | RB                | PB                | PF                | ABV               | Otros             |
| ------------------------------------------------------------ | ------------------- | ----------------- | ----------------- | ----------------- | ----------------- | ----------------- | ----------------- | ----------------- | ----------------- | ----------------- |
| Sova Haris                                                   | 21 Jul 2013         | 16.9%             | 19.3%             | 7.8%              | 2.3%              | 3.9%              | –                 | 2.3%              | –                 | 1.8%              |
| Alpha Research                                               | 27 Ago 2013         | 15.6%             | 18.4%             | 5.8%              | 1.5%              | 7.6%              | –                 | 3.1%              | –                 | 21.6%             |
| Alpha Research                                               | 25 Sep 2013         | 15.6%             | 17.9%             | 5.8%              | 1.5%              | 7.6%              | –                 | 3.1%              | –                 | 21.6%             |
| Institute for Modern Politics                                | 28 Sep 2013         | 16.6%             | 18.5%             | 5.8%              | 1.4%              | 5.6%              | –                 | 1.9%              | –                 | 16.5%             |
| AFIS                                                         | 29 Sep 2013         | 19.9%             | 21.2%             | 6.5%              | 2.5%              | 3.3%              |                   | 2.8%              | –                 | 7.8%              |
| Sova Haris                                                   | 24 Oct 2013         | 19.5%             | 21.7%             | 5.3%              | 2.0%              | 3.8%              | 2.4%              | 1.9%              | –                 | 0.7%              |
| Alpha Research                                               | 31 Oct 2013         | 16.5%             | 16.9%             | 6.1%              | 3.0%              | 6.4%              | –                 | 2.6%              | –                 | 8.2%              |
| Institute for Modern Politics                                | 10 Nov 2013         | 26.2%             | 26.2%             | 8.1%              | 1.3%              | 8.2%              | 6.1%              | 1.9%              | –                 | –                 |
| Mediana                                                      | 18 Nov 2013         | 16.9%             | 22.8%             | 7.6%              | 2.8%              | 8.6%              | 4.3%              | 2.9%              | –                 | 2.9%              |
| Gallup                                                       | 19 Nov 2013         | 18.1%             | 21.4%             | 5.9%              | 2.4%              | 6.7%              | –                 | –                 | –                 | –                 |
| Sova Haris                                                   | 4 Dec 2013          | 16.3%             | 21.3%             | 5.5%              | 2.7%              | 4.3%              | 3.0%              | 1.3%              | –                 | 1.2%              |
| Alpha Research                                               | 8 Dec 2013          | 15.8%             | 16.5%             | 6.1%              | 2.7%              | 6.9%              | –                 | 3.5%              | –                 | 9.7%              |
| AFIS                                                         | 12 Dec 2013         | 18%               | 22%               | 5%                | 2%                | 5%                | 3%                | 1%                | –                 | 10%               |
| Focus Archivado el 22 de febrero de 2014 en Wayback Machine. | 13 Dec 2013         | 23.5%             | 22.3%             | 5.5%              | 2.7%              | 5.8%              | 3%                | 3%                | –                 | –                 |
| Institute for Modern Politics                                | 17 Dec 2013         | 21.0%             | 21.2%             | 4.8%              | 1.9%              | 4.8%              | 5.0%              | 1.9%              | –                 | –                 |
| Gallup                                                       | 18 Dec 2013         | 18.0%             | 22.8%             | 6.1%              | 1.8%              | 4.8%              | 2.1%              | 1.6%              | –                 | 3.5%              |
| Sova Haris                                                   | 15 Ene 2014         | 18.4%             | 19.5%             | 6.8%              | 2.3%              | 4.2%              | 3.0%              | 1.5%              | –                 | 0.8%              |
| Gallup                                                       | 16 Ene 2014         | 18.1%             | 21.6%             | 5.8%              | 1.5%              | 4.8%              | 2.5%              | 2.1%              | –                 | 3.5%              |
| Modern Institute for Politics                                | 31 Ene 2014         | 19.8%             | 20.5%             | 4.3%              | 1.6%              | 4.5%              | 5.6%              | 1.5%              | 1.0%              | 4.0%              |
| Gallup                                                       | 13 Mar 2014         | 19.9%             | 19.0%             | 6.0%              | 2.5%              | 3.6%              | 4.9%              | 1.8%              | 1.8%              | –                 |
| Sova Haris                                                   | 25 Mar 2014         | 21.7%             | 22.3%             | 7.6%              | 2.3%              | 3.1%              | 7.0%              | 0.9%              | 2.6%              | 0.7%              |
| Sova Haris                                                   | 28 Abr 2014         | 17.2%             | 19.8%             | 6.6%              | 2.2%              | 3.8%              | 6.0%              | 1.8%              | 2.4%              | 0.4%              |
| Center for Analysis and Marketing                            | 30 Abr 2014         | 19.7%             | 16.0%             | 8.2%              | –                 | 4.8%              | 4.6%              | –                 | –                 | –                 |
| Focus                                                        | 23 de mayo de 2014  | 24%               | 26%               | 12.5%             | 4.5%              | 5.5%              | 9.5%              | 4.5%              | –                 | –                 |
| Sova Haris                                                   | 21 de julio de 2014 | 23%               | 15.2%             | 8%                | 1.3%              | 4%                | –                 | 1%                | 2.7%              | –                 |
| Modern Institute for Politics                                | 25 Jul 2014         | 27.2%             | 13.5%             | 7.3%              | 2.4%              | 4.5%              | 6.0%              | 2.4%              | 4.0%              | 4.9%              |
| Gallup Archivado el 14 de agosto de 2014 en Wayback Machine. | 14 Ago 2014         | 23.4%             | 15.9%             | 7.8%              | 1.7%              | 4.2%              | 4.7%              | 3.1%              | 2.4%              | 2.9               |
| AFIS                                                         | 24 Ago 2014         | 31.3%             | 22.7%             | 10.1%             | 3.2%              | 6.3%              | 4.5%              | 4.1%              | 4.9%              | 12.9%             |
| Sova Haris                                                   | 30 Ago 2014         | 43.2%             | 31.4%             | 11%               | –                 | 7.1%              | 7.3%              | –                 | –                 | –                 |
| Mediana                                                      | 1 Sep 2014          | 26.8%             | 17.5%             | 9.2%              | 3.7%              | 4.4%              | 4.7%              | 4.3%              | 3.3%              | –                 |

## Resultados
|  | 32.67 % |

|  | 15.40 % |

|  | 14.84 % |

|  | 8.89 % |

|  | 3.70 % |

|  | 4.52 % |

|  | 4.15 % |

|  | 6.56 % |

|  | 93.77 % |

|  | 6.23 % |

|  | 100.00 % |

|  | 49.51 % |

## Consecuencias
Por tercera vez consecutiva desde su creación, el Partido de los Ciudadanos por el Desarrollo Europeo de Bulgaria encabeza las elecciones legislativas, marcadas por una abstención muy fuerte ya que menos de uno de cada dos votantes se ha mudado. 
Sin embargo, como en las encuestas anticipadas de 2013, los GERB muestran una disminución en los escaños, lo que los aleja de la mayoría absoluta en la Asamblea. 
La alianza del Partido Socialista Búlgaro-Búlgaro de la izquierda, que sucede a la Coalición por Bulgaria (KZB), vuelve a emitir el patrón habitual de esta fuerza política, es decir, una fuerte caída en la votación después de un fuerte aumento. 
Con 18,000 votos y un escaño, podría haber cedido su estatus como la segunda fuerza más grande del país en el Movimiento por los Derechos y Libertades. Varios partidos de nueva creación están ingresando a la Asamblea, que tiene un total de ocho fuerzas políticas, un récord desde la caída del comunismo. 
Si el partido xenófobo y nacionalista del National Union Attack tiene un declive significativo, hasta el punto de acercarse a la expulsión del hemiciclo, las formaciones populistas logran un gran avance en la medida en que el Frente Patriótico y Bulgaria sin censura cierren por completo 15% de los mandatos; Además, dos fuerzas moderadas y proeuropeas se están beneficiando del declive de los principales partidos, a saber, el Bloque de Reforma, creado por iniciativa de la ex Comisionada Europea Meglena Kouneva, y la Alternativa para el Renacimiento búlgaro, liderado por el expresidente de la República y exsocialista Gueorgui Parvanov.
Por lo tanto, esta elección deja a un Parlamento búlgaro completamente roto, sin una mayoría clara, a pesar de que el país ha estado atravesando una crisis política importante durante más de un año y medio.

### Formación del gobierno
El presidentel de GERB, Boyko Borissov, forma un gobierno de coalición con el Bloque de Reforma y el VBA. Goza del apoyo sin participación del Frente Patriótico y Bulgaria sin censura. Después de que el presidente Rosen Plevneliev le encargó que formara un gobierno, el GERB de Borisov se alió con el bloque reformista para formar un gobierno y también contó con el apoyo externo del Frente Patriótico y la Alternativa para el avivamiento búlgaro. El gabinete de veinte ministros fue aprobado por una mayoría de 136-97 (con una abstención). Borisov fue elegido como primer ministro por un voto aún mayor de 149-85. Borisov fue entonces elegido Primer Ministro por una amplia mayoría de 149 votos a favor frente a 85 votos en contra.